# Dzbanecznikowate
Dzbanecznikowate (Nepenthaceae Dumort.) – monotypowa rodzina roślin mięsożernych występujących w Azji południowo-wschodniej, północnej Australii oraz na wyspach od Madagaskaru po Nową Kaledonię na Pacyfiku. Do rodziny należy tylko jeden rodzaj - dzbanecznik (Nepenthes L.) z ok. 160 gatunkami.

## Systematyka
Dzbanecznikowate spokrewnione są z kilkoma rodzinami innych roślin owadożernych, w obrębie rzędu goździkowców (Caryophyllales) w ujęciu Angiosperm Phylogeny Website (2001...) i systemu APG II (2003). W niektórych systemach klasyfikacyjnych ta grupa rodzin tworzy rząd rosiczkowców (Droserales) (system Reveala z lat 1994-1999) lub dzbanecznikowców (Nepenthales) (system Reveala i Thorna z 2007).
Pozycja systematyczna w kladzie polygonids w obrębie rzędu goździkowców według Angiosperm Phylogeny Website (aktualizowany system APG IV z 2016)
|  | Drosophyllaceae – rosolistnikowate                                     |
|  |                                                                        |
|  | \| \| Ancistrocladaceae \| \| \| \| \| \| Dioncophyllaceae \| \| \| \| |
|  |                                                                        |
|  | Ancistrocladaceae                                                      |
|  |                                                                        |
|  | Dioncophyllaceae                                                       |
|  |                                                                        |

|  | Ancistrocladaceae |
|  |                   |
|  | Dioncophyllaceae  |
|  |                   |

|  | Drosophyllaceae – rosolistnikowate                                     |
|  |                                                                        |
|  | \| \| Ancistrocladaceae \| \| \| \| \| \| Dioncophyllaceae \| \| \| \| |
|  |                                                                        |
|  | Ancistrocladaceae                                                      |
|  |                                                                        |
|  | Dioncophyllaceae                                                       |
|  |                                                                        |

|  | Ancistrocladaceae |
|  |                   |
|  | Dioncophyllaceae  |
|  |                   |

|  | Drosophyllaceae – rosolistnikowate                                     |
|  |                                                                        |
|  | \| \| Ancistrocladaceae \| \| \| \| \| \| Dioncophyllaceae \| \| \| \| |
|  |                                                                        |
|  | Ancistrocladaceae                                                      |
|  |                                                                        |
|  | Dioncophyllaceae                                                       |
|  |                                                                        |

|  | Ancistrocladaceae |
|  |                   |
|  | Dioncophyllaceae  |
|  |                   |

|  | Drosophyllaceae – rosolistnikowate                                     |
|  |                                                                        |
|  | \| \| Ancistrocladaceae \| \| \| \| \| \| Dioncophyllaceae \| \| \| \| |
|  |                                                                        |
|  | Ancistrocladaceae                                                      |
|  |                                                                        |
|  | Dioncophyllaceae                                                       |
|  |                                                                        |

|  | Ancistrocladaceae |
|  |                   |
|  | Dioncophyllaceae  |
|  |                   |

|  | Drosophyllaceae – rosolistnikowate                                     |
|  |                                                                        |
|  | \| \| Ancistrocladaceae \| \| \| \| \| \| Dioncophyllaceae \| \| \| \| |
|  |                                                                        |
|  | Ancistrocladaceae                                                      |
|  |                                                                        |
|  | Dioncophyllaceae                                                       |
|  |                                                                        |

|  | Ancistrocladaceae |
|  |                   |
|  | Dioncophyllaceae  |
|  |                   |

|  | Drosophyllaceae – rosolistnikowate                                     |
|  |                                                                        |
|  | \| \| Ancistrocladaceae \| \| \| \| \| \| Dioncophyllaceae \| \| \| \| |
|  |                                                                        |
|  | Ancistrocladaceae                                                      |
|  |                                                                        |
|  | Dioncophyllaceae                                                       |
|  |                                                                        |

|  | Ancistrocladaceae |
|  |                   |
|  | Dioncophyllaceae  |
|  |                   |

|  | Drosophyllaceae – rosolistnikowate                                     |
|  |                                                                        |
|  | \| \| Ancistrocladaceae \| \| \| \| \| \| Dioncophyllaceae \| \| \| \| |
|  |                                                                        |
|  | Ancistrocladaceae                                                      |
|  |                                                                        |
|  | Dioncophyllaceae                                                       |
|  |                                                                        |

|  | Ancistrocladaceae |
|  |                   |
|  | Dioncophyllaceae  |
|  |                   |

|  | Drosophyllaceae – rosolistnikowate                                     |
|  |                                                                        |
|  | \| \| Ancistrocladaceae \| \| \| \| \| \| Dioncophyllaceae \| \| \| \| |
|  |                                                                        |
|  | Ancistrocladaceae                                                      |
|  |                                                                        |
|  | Dioncophyllaceae                                                       |
|  |                                                                        |

|  | Ancistrocladaceae |
|  |                   |
|  | Dioncophyllaceae  |
|  |                   |

|  | Drosophyllaceae – rosolistnikowate                                     |
|  |                                                                        |
|  | \| \| Ancistrocladaceae \| \| \| \| \| \| Dioncophyllaceae \| \| \| \| |
|  |                                                                        |
|  | Ancistrocladaceae                                                      |
|  |                                                                        |
|  | Dioncophyllaceae                                                       |
|  |                                                                        |

|  | Ancistrocladaceae |
|  |                   |
|  | Dioncophyllaceae  |
|  |                   |

|  | Drosophyllaceae – rosolistnikowate                                     |
|  |                                                                        |
|  | \| \| Ancistrocladaceae \| \| \| \| \| \| Dioncophyllaceae \| \| \| \| |
|  |                                                                        |
|  | Ancistrocladaceae                                                      |
|  |                                                                        |
|  | Dioncophyllaceae                                                       |
|  |                                                                        |

|  | Ancistrocladaceae |
|  |                   |
|  | Dioncophyllaceae  |
|  |                   |

|  | Drosophyllaceae – rosolistnikowate                                     |
|  |                                                                        |
|  | \| \| Ancistrocladaceae \| \| \| \| \| \| Dioncophyllaceae \| \| \| \| |
|  |                                                                        |
|  | Ancistrocladaceae                                                      |
|  |                                                                        |
|  | Dioncophyllaceae                                                       |
|  |                                                                        |

|  | Ancistrocladaceae |
|  |                   |
|  | Dioncophyllaceae  |
|  |                   |

|  | Drosophyllaceae – rosolistnikowate                                     |
|  |                                                                        |
|  | \| \| Ancistrocladaceae \| \| \| \| \| \| Dioncophyllaceae \| \| \| \| |
|  |                                                                        |
|  | Ancistrocladaceae                                                      |
|  |                                                                        |
|  | Dioncophyllaceae                                                       |
|  |                                                                        |

|  | Ancistrocladaceae |
|  |                   |
|  | Dioncophyllaceae  |
|  |                   |

|  | Drosophyllaceae – rosolistnikowate                                     |
|  |                                                                        |
|  | \| \| Ancistrocladaceae \| \| \| \| \| \| Dioncophyllaceae \| \| \| \| |
|  |                                                                        |
|  | Ancistrocladaceae                                                      |
|  |                                                                        |
|  | Dioncophyllaceae                                                       |
|  |                                                                        |

|  | Ancistrocladaceae |
|  |                   |
|  | Dioncophyllaceae  |
|  |                   |

|  | Drosophyllaceae – rosolistnikowate                                     |
|  |                                                                        |
|  | \| \| Ancistrocladaceae \| \| \| \| \| \| Dioncophyllaceae \| \| \| \| |
|  |                                                                        |
|  | Ancistrocladaceae                                                      |
|  |                                                                        |
|  | Dioncophyllaceae                                                       |
|  |                                                                        |

|  | Ancistrocladaceae |
|  |                   |
|  | Dioncophyllaceae  |
|  |                   |

|  | Drosophyllaceae – rosolistnikowate                                     |
|  |                                                                        |
|  | \| \| Ancistrocladaceae \| \| \| \| \| \| Dioncophyllaceae \| \| \| \| |
|  |                                                                        |
|  | Ancistrocladaceae                                                      |
|  |                                                                        |
|  | Dioncophyllaceae                                                       |
|  |                                                                        |

|  | Ancistrocladaceae |
|  |                   |
|  | Dioncophyllaceae  |
|  |                   |

|  | Drosophyllaceae – rosolistnikowate                                     |
|  |                                                                        |
|  | \| \| Ancistrocladaceae \| \| \| \| \| \| Dioncophyllaceae \| \| \| \| |
|  |                                                                        |
|  | Ancistrocladaceae                                                      |
|  |                                                                        |
|  | Dioncophyllaceae                                                       |
|  |                                                                        |

|  | Ancistrocladaceae |
|  |                   |
|  | Dioncophyllaceae  |
|  |                   |

|  | Frankeniaceae – pomorzlinowate |
|  |                                |
|  | Tamaricaceae – tamaryszkowate  |
|  |                                |

|  | Plumbaginaceae – ołownicowate |
|  |                               |
|  | Polygonaceae – rdestowate     |
|  |                               |

|  | Frankeniaceae – pomorzlinowate |
|  |                                |
|  | Tamaricaceae – tamaryszkowate  |
|  |                                |

|  | Plumbaginaceae – ołownicowate |
|  |                               |
|  | Polygonaceae – rdestowate     |
|  |                               |

|  | Drosophyllaceae – rosolistnikowate                                     |
|  |                                                                        |
|  | \| \| Ancistrocladaceae \| \| \| \| \| \| Dioncophyllaceae \| \| \| \| |
|  |                                                                        |
|  | Ancistrocladaceae                                                      |
|  |                                                                        |
|  | Dioncophyllaceae                                                       |
|  |                                                                        |

|  | Ancistrocladaceae |
|  |                   |
|  | Dioncophyllaceae  |
|  |                   |

|  | Drosophyllaceae – rosolistnikowate                                     |
|  |                                                                        |
|  | \| \| Ancistrocladaceae \| \| \| \| \| \| Dioncophyllaceae \| \| \| \| |
|  |                                                                        |
|  | Ancistrocladaceae                                                      |
|  |                                                                        |
|  | Dioncophyllaceae                                                       |
|  |                                                                        |

|  | Ancistrocladaceae |
|  |                   |
|  | Dioncophyllaceae  |
|  |                   |

|  | Drosophyllaceae – rosolistnikowate                                     |
|  |                                                                        |
|  | \| \| Ancistrocladaceae \| \| \| \| \| \| Dioncophyllaceae \| \| \| \| |
|  |                                                                        |
|  | Ancistrocladaceae                                                      |
|  |                                                                        |
|  | Dioncophyllaceae                                                       |
|  |                                                                        |

|  | Ancistrocladaceae |
|  |                   |
|  | Dioncophyllaceae  |
|  |                   |

|  | Drosophyllaceae – rosolistnikowate                                     |
|  |                                                                        |
|  | \| \| Ancistrocladaceae \| \| \| \| \| \| Dioncophyllaceae \| \| \| \| |
|  |                                                                        |
|  | Ancistrocladaceae                                                      |
|  |                                                                        |
|  | Dioncophyllaceae                                                       |
|  |                                                                        |

|  | Ancistrocladaceae |
|  |                   |
|  | Dioncophyllaceae  |
|  |                   |

|  | Drosophyllaceae – rosolistnikowate                                     |
|  |                                                                        |
|  | \| \| Ancistrocladaceae \| \| \| \| \| \| Dioncophyllaceae \| \| \| \| |
|  |                                                                        |
|  | Ancistrocladaceae                                                      |
|  |                                                                        |
|  | Dioncophyllaceae                                                       |
|  |                                                                        |

|  | Ancistrocladaceae |
|  |                   |
|  | Dioncophyllaceae  |
|  |                   |

|  | Drosophyllaceae – rosolistnikowate                                     |
|  |                                                                        |
|  | \| \| Ancistrocladaceae \| \| \| \| \| \| Dioncophyllaceae \| \| \| \| |
|  |                                                                        |
|  | Ancistrocladaceae                                                      |
|  |                                                                        |
|  | Dioncophyllaceae                                                       |
|  |                                                                        |

|  | Ancistrocladaceae |
|  |                   |
|  | Dioncophyllaceae  |
|  |                   |

|  | Drosophyllaceae – rosolistnikowate                                     |
|  |                                                                        |
|  | \| \| Ancistrocladaceae \| \| \| \| \| \| Dioncophyllaceae \| \| \| \| |
|  |                                                                        |
|  | Ancistrocladaceae                                                      |
|  |                                                                        |
|  | Dioncophyllaceae                                                       |
|  |                                                                        |

|  | Ancistrocladaceae |
|  |                   |
|  | Dioncophyllaceae  |
|  |                   |

|  | Drosophyllaceae – rosolistnikowate                                     |
|  |                                                                        |
|  | \| \| Ancistrocladaceae \| \| \| \| \| \| Dioncophyllaceae \| \| \| \| |
|  |                                                                        |
|  | Ancistrocladaceae                                                      |
|  |                                                                        |
|  | Dioncophyllaceae                                                       |
|  |                                                                        |

|  | Ancistrocladaceae |
|  |                   |
|  | Dioncophyllaceae  |
|  |                   |

|  | Drosophyllaceae – rosolistnikowate                                     |
|  |                                                                        |
|  | \| \| Ancistrocladaceae \| \| \| \| \| \| Dioncophyllaceae \| \| \| \| |
|  |                                                                        |
|  | Ancistrocladaceae                                                      |
|  |                                                                        |
|  | Dioncophyllaceae                                                       |
|  |                                                                        |

|  | Ancistrocladaceae |
|  |                   |
|  | Dioncophyllaceae  |
|  |                   |

|  | Drosophyllaceae – rosolistnikowate                                     |
|  |                                                                        |
|  | \| \| Ancistrocladaceae \| \| \| \| \| \| Dioncophyllaceae \| \| \| \| |
|  |                                                                        |
|  | Ancistrocladaceae                                                      |
|  |                                                                        |
|  | Dioncophyllaceae                                                       |
|  |                                                                        |

|  | Ancistrocladaceae |
|  |                   |
|  | Dioncophyllaceae  |
|  |                   |

|  | Drosophyllaceae – rosolistnikowate                                     |
|  |                                                                        |
|  | \| \| Ancistrocladaceae \| \| \| \| \| \| Dioncophyllaceae \| \| \| \| |
|  |                                                                        |
|  | Ancistrocladaceae                                                      |
|  |                                                                        |
|  | Dioncophyllaceae                                                       |
|  |                                                                        |

|  | Ancistrocladaceae |
|  |                   |
|  | Dioncophyllaceae  |
|  |                   |

|  | Drosophyllaceae – rosolistnikowate                                     |
|  |                                                                        |
|  | \| \| Ancistrocladaceae \| \| \| \| \| \| Dioncophyllaceae \| \| \| \| |
|  |                                                                        |
|  | Ancistrocladaceae                                                      |
|  |                                                                        |
|  | Dioncophyllaceae                                                       |
|  |                                                                        |

|  | Ancistrocladaceae |
|  |                   |
|  | Dioncophyllaceae  |
|  |                   |

|  | Drosophyllaceae – rosolistnikowate                                     |
|  |                                                                        |
|  | \| \| Ancistrocladaceae \| \| \| \| \| \| Dioncophyllaceae \| \| \| \| |
|  |                                                                        |
|  | Ancistrocladaceae                                                      |
|  |                                                                        |
|  | Dioncophyllaceae                                                       |
|  |                                                                        |

|  | Ancistrocladaceae |
|  |                   |
|  | Dioncophyllaceae  |
|  |                   |

|  | Drosophyllaceae – rosolistnikowate                                     |
|  |                                                                        |
|  | \| \| Ancistrocladaceae \| \| \| \| \| \| Dioncophyllaceae \| \| \| \| |
|  |                                                                        |
|  | Ancistrocladaceae                                                      |
|  |                                                                        |
|  | Dioncophyllaceae                                                       |
|  |                                                                        |

|  | Ancistrocladaceae |
|  |                   |
|  | Dioncophyllaceae  |
|  |                   |

|  | Drosophyllaceae – rosolistnikowate                                     |
|  |                                                                        |
|  | \| \| Ancistrocladaceae \| \| \| \| \| \| Dioncophyllaceae \| \| \| \| |
|  |                                                                        |
|  | Ancistrocladaceae                                                      |
|  |                                                                        |
|  | Dioncophyllaceae                                                       |
|  |                                                                        |

|  | Ancistrocladaceae |
|  |                   |
|  | Dioncophyllaceae  |
|  |                   |

|  | Drosophyllaceae – rosolistnikowate                                     |
|  |                                                                        |
|  | \| \| Ancistrocladaceae \| \| \| \| \| \| Dioncophyllaceae \| \| \| \| |
|  |                                                                        |
|  | Ancistrocladaceae                                                      |
|  |                                                                        |
|  | Dioncophyllaceae                                                       |
|  |                                                                        |

|  | Ancistrocladaceae |
|  |                   |
|  | Dioncophyllaceae  |
|  |                   |

|  | Frankeniaceae – pomorzlinowate |
|  |                                |
|  | Tamaricaceae – tamaryszkowate  |
|  |                                |

|  | Plumbaginaceae – ołownicowate |
|  |                               |
|  | Polygonaceae – rdestowate     |
|  |                               |

|  | Frankeniaceae – pomorzlinowate |
|  |                                |
|  | Tamaricaceae – tamaryszkowate  |
|  |                                |

|  | Plumbaginaceae – ołownicowate |
|  |                               |
|  | Polygonaceae – rdestowate     |
|  |                               |

Pozycja i podział w systemie Reveala (1994–1999)
Gromada okrytonasienne (Magnoliophyta Cronquist, podgromada Magnoliophytina Frohne & U. Jensen ex Reveal, klasa Rosopsida Batsch, podklasa ukęślowe (Dilleniidae Takht. ex Reveal & Tahkt.), nadrząd Nepenthanae Takht. ex Reveal, rząd dzbanecznikowce (Nepenthales Dumort.), rodzina dzbanecznikowate (Nepenthaceae Dumort.).
- podrodzina Nepenthoideae Link
  - plemię Nepentheae (Dumort.) E. Spach
    - rodzaj dzbanecznik (Nepenthes L.)